# Периловец
Перѝловец е село в Северозападна България. То се намира в община Бойница, област Видин.

## География
Намира се на 35 км от Видин, на територията на община Бойница. Съседни села са: Раброво, Бориловец, Шишенци. Границата с Република Сърбия е на 5 км. Теренът е варовикова скала и тънък слой песъклива почва, начесто пресечен от потоци и рекички. Горите в района са предимно церови. Климатът е умереноконтинентален.

## История
Въпросът за точния произход на власите е най-малкото спорен, но това което византийките историци са записали преди основаването на какъвто и да е румънски етнос, еднозначно отрича хипотезата на мнозинството учени от комунистическия период на България които са на мнение, че власите са преминали Дунава румънци.
Първи писмени данни за селото са през XVI в. в турските данъчни регистри. Селото е записано като Периловче. Любопитен факт е че Пере на влашки означава круши, т.е. преведено на български името на селото е Крушовец.
През зимата на 1950-1951 година, по време на довелата до Кулските събития насилствена кампания за „масовизация“ на колективизацията, в селото е създадено Трудово кооперативно земеделско стопанство (ТКЗС). По време на Кулските събития през март 1951 година ТКЗС-то е разтурено, но властите скоро го възстановяват принудително. През този период от селото са изселени 7 семейства (28 души), а само в една нощ 7 души бягат през границата с Югославия.
Жителите на Периловец са ортодоксални християни, празнуват празниците по стар и нов стил. Хората в селото, всички над 65 години, са почти без изключение двуезични като основния език, т.е. майчиния е влашки. Това не означава, че хората не се смятат за българи с такова самосъзнание.

## Население
Численост на населението според преброяванията през годините:
| \| Година на преброяване \| Численост \| \| --------------------- \| --------- \| \| 1934 \| 617 \| \| 1946 \| 596 \| \| 1956 \| 533 \| \| 1965 \| 405 \| \| 1975 \| 316 \| \| 1985 \| 227 \| \| 1992 \| 193 \| \| 2001 \| 133 \| \| 2011 \| 67 \| \| 2021 \| 24 \| |           |
| Година на преброяване | Численост |
| 1934 | 617       |
| 1946 | 596       |
| 1956 | 533       |
| 1965 | 405       |
| 1975 | 316       |
| 1985 | 227       |
| 1992 | 193       |
| 2001 | 133       |
| 2011 | 67        |
| 2021 | 24        |

### Етнически състав
Преброяване на населението през 2011 г.
Численост и дял на етническите групи според преброяването на населението през 2011 г.:
|                     | Численост | Дял (в %) |
| Общо                | 67        | 100,00    |
| Българи             | 58        | 86,56     |
| Турци               |           |           |
| Цигани              |           |           |
| Други               |           |           |
| Не се самоопределят |           |           |
| Неотговорили        | 9         | 13,43     |

## Културни и природни забележителности
Между Периловец и Раброво се намира римска крепост, чиито камъни са използвани за строеж на краварници.

## Редовни събития
Съборът на селото е „Свети Дух“
Всяка година последната събота на месец март в с. Периловец се провежда Традиционен Пролетен Бал в салона на Читалището.